# Rosholt
Rosholt – wieś w Stanach Zjednoczonych, w stanie Wisconsin, w hrabstwie Portage.